# Ster van Kinabalu
De Ster van Kinabalu, "Bintang Kinabalu" of "Kinabalu Star"  stamt uit 1965.
Men kan de onderscheiding beschouwen als de zesde en laagste graad van de Meest Eerbare Orde van Kinabalu, "Darjah Kinabalu Yang Amat Mulia" of "Most Honourable Order of Kinabalu" die in 1963 door de regering van Sabah werd ingesteld. De onderscheiding wordt aan het lint van deze orde gedragen.
Dragers mogen de letters BK achter hun naam plaatsen.